# داگ مالمبرگ
داگ مالمبرگ (سوئدی: Dag Malmberg؛ زادهٔ ۱۸ ژانویهٔ ۱۹۵۳) یک هنرپیشه اهل سوئد است.
از فیلم‌ها یا برنامه‌های تلویزیونی که وی در آن نقش داشته است، می‌توان به پل، جنتلمن و بوری در مقابل مک‌انرو اشاره کرد.